# (39336) Mariacapria
(39336) Mariacapria est un astéroïde de la ceinture principale.

## Description
(39336) Mariacapria est un astéroïde de la ceinture principale. Il fut découvert le 11 janvier 2002 à Campo Imperatore par le projet CINEOS. Il présente une orbite caractérisée par un demi-grand axe de 3,14 UA, une excentricité de 0,09 et une inclinaison de 1,2° par rapport à l'écliptique.

## Compléments